# Regionalflughafen Great Bend

i7
i11
i13
Der Regionalflughafen Great Bend (englisch Great Bend Municipal Airport, IATA-Code: GBD, ICAO-Code: KGBD)  ist ein Flughafen im Barton County, Kansas und liegt 8 Kilometer westlich der Stadt Great Bend.

## Geschichte
Im Zweiten Weltkrieg hieß die Anlage Great Bend Army Airfield und wurde für die Ausbildung der Second Air Force der United States Army Air Forces genutzt. Sie war einer der ersten Stützpunkte für die 
Boeing B-29 Superfortress und diente der Organisation des XXI Bomber Command, bevor dieses 1944 in den Westpazifik verlegt wurde. Nach dem Krieg wurde das Airfield der zivilen Nutzung übergeben.
Der Flughafen war 1955 Schauplatz der ersten National Hot Rod Association U.S. Nationals.

## Flughafenanlagen
Der Flughafen erstreckt sich über eine Fläche von 764 ha auf einer Höhe von 575 m. Er hat zwei asphaltierte Start- und Landebahnen: 17/35, welche 2393 × 30 m misst; die kürzere 11/29 ist 1434 × 23 m lang.